# Gagetown
Cet article concerne la localité canadienne. Pour la base des Forces canadiennes, voir Base des Forces canadiennes Gagetown. Pour les autres significations, voir Gagetown (homonymie).
Gagetown est un village du Nouveau-Brunswick au Canada, situé dans le comté de Queens. Il fait partie de la municipalité d'Arcadia depuis 2023.
Il est construit sur le site de Grimrose (Grimross en anglais), un village acadien détruit le 4 novembre 1758 durant la Déportation des Acadiens. Le village a donné son nom à la base des Forces canadiennes Gagetown, qui est en fait centrée à Oromocto.

## Toponyme

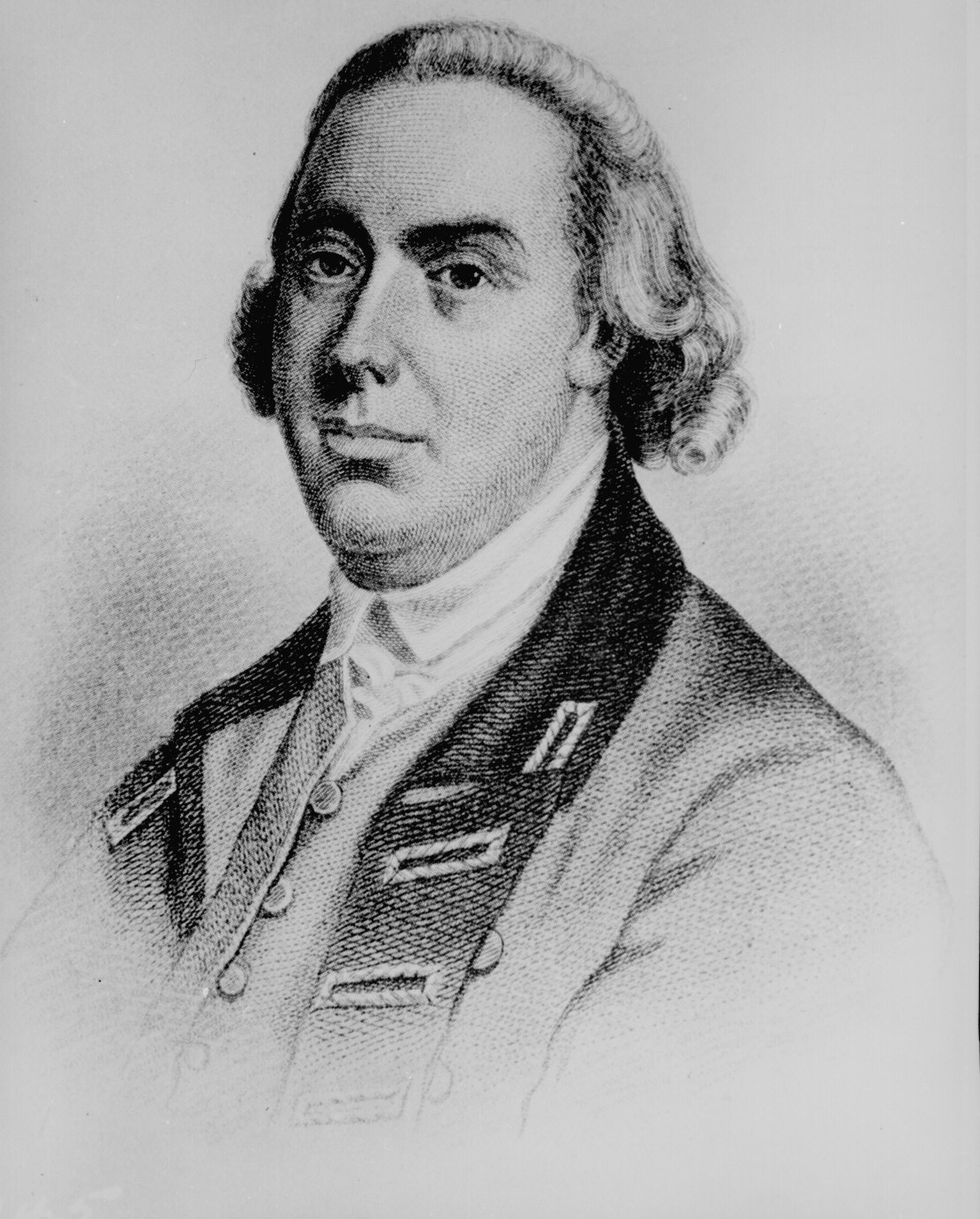
Thomas Gage.

Gagetown est nommé ainsi d'après sa position dans la paroisse de Gagetown, elle-même nommée en l'honneur de Thomas Gage (1721-1787), qui fut le commandant en chef de l'armée britannique en Amérique du Nord entre 1763 et 1772 et qui fut le principal propriétaire terrien de la paroisse.
Dans la langue malécite-passamaquoddy, le nom du village est Et-Leemlotch.

## Géographie

### Situation
Gagetown est situé dans le comté de Queens, à 60 kilomètres de route au sud-est de Fredericton, à 92 km au nord de Saint-Jean et à 140 km au sud-ouest de Moncton. Le village a une superficie de 49,48 kilomètres carrés.
Gagetown est limitrophe d'Upper Gagetown au nord-ouest et de la paroisse d'Hampstead au sud et à l'ouest. La paroisse de Cambridge se trouve au-delà du fleuve, à l'est. Les municipalités les plus proches sont Oromocto, à 36 km à l'ouest, Minto, à 71 km au nord, Cambridge-Narrows, à 33 km au nord-est et Grand Bay-Westfield, à 64 km au sud.

### Logement
Le village comptait 316 logements privés en 2006, dont 280 occupés par des résidents habituels. Parmi ces logements, 92,9 % sont individuels, 0,0 % sont jumelés, 0,0 % sont en rangée, 0,0 % sont des appartements ou duplex et 8,9 % sont des immeubles de moins de cinq étages. 89,3 % des logements sont possédés alors que 10,7 % sont loués. 62,5 % ont été construits avant 1986 et 12,5 % ont besoin de réparations majeures. Les logements comptent en moyenne 7,6 pièces et 0,0 % des logements comptent plus d'une personne habitant par pièce. Les logements possédés ont une valeur moyenne de 147 734 $, comparativement à 119 549 $ pour la province.

## Histoire

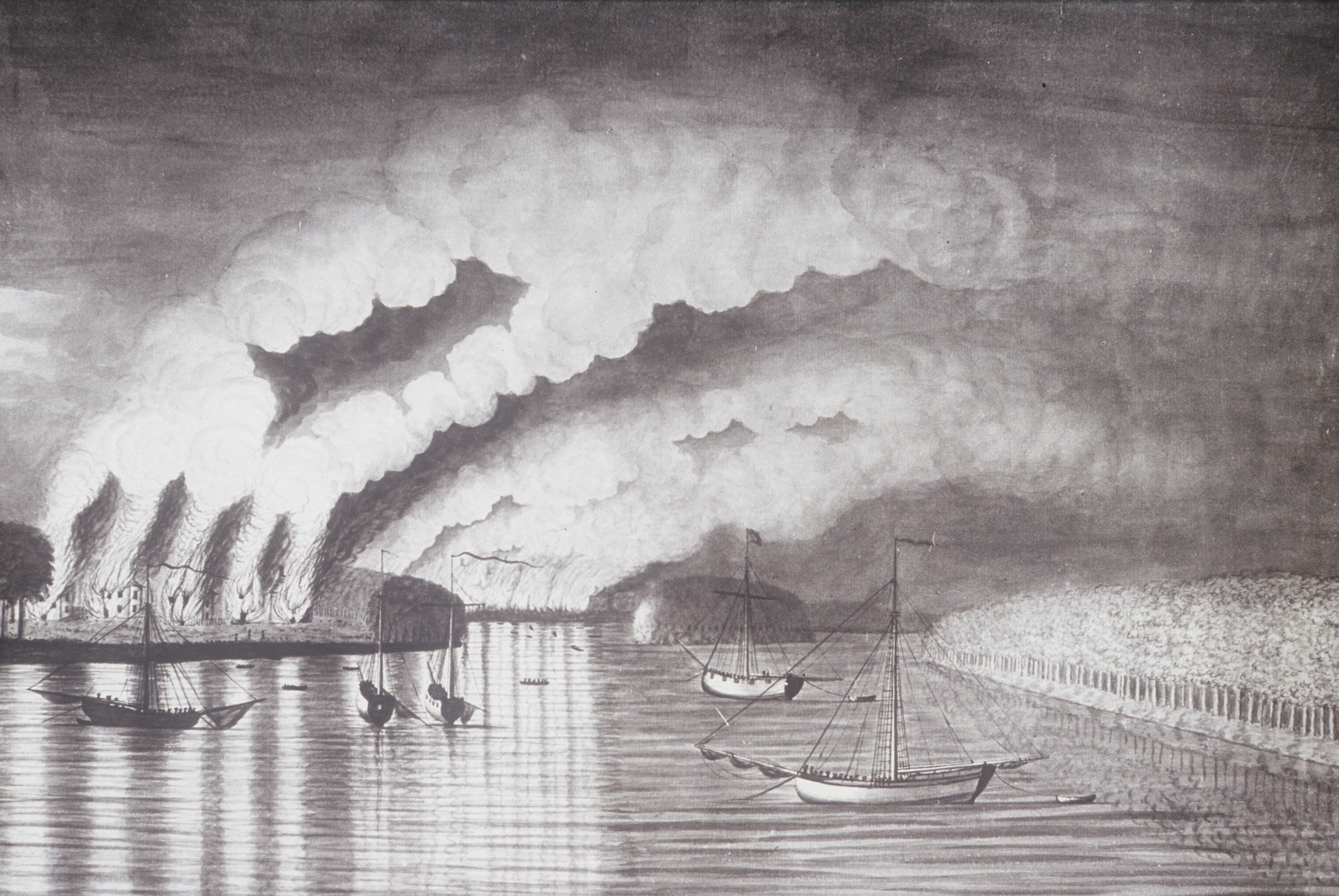
Destruction de Grimrose, par Thomas Davies, 1758.

Gagetown est fondé sous le nom de Grimrose en 1755, par des Acadiens et des Malécites fuyant les forces britanniques, lors de la Déportation des Acadiens. Comptant une cinquantaine de maisons et de granges, c'est le plus important établissement acadien le long du fleuve Saint-Jean mais il est en majeure partie abandonné en 1758. Le 4 novembre 1758, lors de la campagne du fleuve Saint-Jean, le lieutenant-colonel Robert Monckton effectue un raid sur Grimrose, tue le bétail, brûle les champs et les bâtiments et scalpe les Acadiens restés sur place. Certains Acadiens reviennent vivre au village puisqu'ils y sont quelques-uns en 1761.
Le village est renommé Grimross et la colonisation par les Anglais commence peu de temps après. Un magasin est fondé par C. N. G. Jadis mais incendié en 1771 par les Malécites. Il y a 37 familles en 1783, dont certaines vivant sur l'île Musquash. Les Loyalistes arrivent la même année.
Après la création du Nouveau-Brunswick en 1784, le village est pressenti pour devenir la capitale provinciale. Pour cette raison, le village est organisé selon un plan hippodamien. Le gouverneur Thomas Carleton arrête plutôt son choix sur Fredericton, l'ancienne Sainte-Anne-des-Pays-Bas, mais donne le statut de chef-lieu du comté de Queens à Gagetown en 1786,.
Au cours du XIXe siècle, Gagetown est la localité la plus importante entre Fredericton et Saint-Jean. Le village prospère grâce à l'agriculture et l'exploitation forestière.
L'ouverture de la base des Forces canadiennes Gagetown, durant les années 1960, coupe le village de son arrière-pays, tandis que la dissolution de la municipalité de comté, en 1966, lui fait perdre toute importance administrative. L'école élémentaire Gagetown est toutefois inaugurée en 1960. Gagetown est constitué en municipalité le 9 novembre 1966.
À la fin du XXe siècle, le tourisme prend de l'importance, ce qui profite à la pommiculture.
Le 1er janvier 2023, le village est fusionné avec celui de Cambridge-Narrows pour former la municipalité d'Arcadia, dans le cadre de la réforme territoriale de la province.

## Démographie
Il y avait 682 habitants en 2001, comparativement à 660 en 1996, soit une hausse de 3,3 %. Le village compte 297 logements privés, a une superficie de 49,50 km2 et une densité de la population de 13,8 habitants par kilomètre carré.
| 1981 | 1986 | 1991 | 1996 | 2001 | 2006 | 2011 | 2016 |
| ---- | ---- | ---- | ---- | ---- | ---- | ---- | ---- |
| 618  | 635  | 607  | 660  | 682  | 719  | 698  | 711  |

| 2021 | - | - | - | - | - | - | - |
| ---- | - | - | - | - | - | - | - |
| 787  | - | - | - | - | - | - | - |

## Économie
Entreprise Central NB, membre du Réseau Entreprise, a la responsabilité du développement économique.

## Politique et administration
Gagetown est le chef-lieu du comté de Queens depuis sa création en 1784.

### Conseil municipal
Le conseil municipal était formé d'un maire et de quatre conseillers généraux, élus pour quatre ans.
Anciens conseils municipaux
| Mandat      | Fonctions   | Nom(s)                                                                   |
| ----------- | ----------- | ------------------------------------------------------------------------ |
| 2012 - 2016 | Maire       | Michael Blaney                                                           |
| 2012 - 2016 | Conseillers | Frank J. Massoeur, Janice Perry, Derek Pleadwell et Anthony T. Ratliffe. |

| Mandat      | Fonctions   | Nom(s)                                                                      |
| ----------- | ----------- | --------------------------------------------------------------------------- |
| 2008 - 2012 | Maire       | Randy A. Smith                                                              |
| 2008 - 2012 | Conseillers | William Gene Brooks, Frank J. Massoeur, Janice Perry et Robert P. McDowell. |

| Période                                  | Période | Identité          | Étiquette | Qualité |
| ---------------------------------------- | ------- | ----------------- | --------- | ------- |
| 1995                                     | 1998    | Collin A. Illsley |           |         |
| 1998                                     | 2004    | Alan A. Corkum    |           |         |
| 2004                                     | 2008    | John Tarrel       |           |         |
| 2008                                     | 2012    | Randy A. Smith    |           |         |
| 2012                                     | 2021    | Michael Blaney    |           |         |
| 2021                                     | 2022    | Derek Pleadwell   |           |         |
| Les données manquantes sont à compléter. |         |                   |           |         |

## Vie locale
L'école Gagetown accueille les élèves de la maternelle à la 8e année. C'est une école publique anglophone faisant partie du district scolaire #17.
Le village est inclus dans le territoire du sous-district 10 du district scolaire Francophone Sud. Les écoles francophones les plus proches sont à Fredericton et Oromocto alors que les établissements d'enseignement supérieurs les plus proches sont dans le Grand Moncton.
Gagetown possède une caserne de pompiers et un poste de la Gendarmerie royale du Canada. Ce dernier dépend du district 2, dont le bureau principal est situé à Oromocto.
Le village possède aussi un foyer de soins agréés, Orchard View.
Le principal quotidien anglophone est le Telegraph-Journal, de Saint-Jean. Le mensuel Village Voice est publié au village. Le quotidien francophone est L'Acadie nouvelle, publié à Caraquet. Les francophones bénéficient aussi de l'hebdomadaire L'Étoile de Dieppe.
Le village possède l'église anglicane St. John's.

## Culture

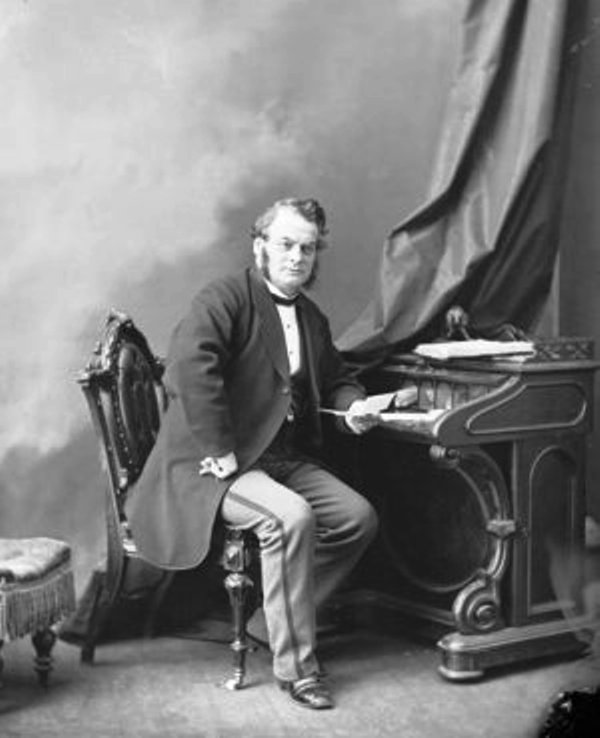
Samuel Leonard Tilley

### Langues
Selon la Loi sur les langues officielles, Gagetown est officiellement anglophone puisque moins de 20 % de la population parle le français.

### Personnalités
- Alfred Johnson Brooks (1890-1967), homme politique ;
- George Hedley Vicars Bulyea (1859-1928), homme d'affaires, homme politique et lieutenant-gouverneur de l'Alberta, né à Gagetown ;
- Mary Coy (1771-1859), fermière, marchande et auteure, né à Grimross ;
- Benjamin Lester Peters (1790-1852), marchand, officier de milice, homme politique et juge de paix, né à Grimross ;
- James Horsfield Peters (1811-1891), avocat, fonctionnaire, homme politique, agent foncier, juge, promoteur de l'agriculture, auteur et inventeur, né à Gagetown ;
- Samuel Leonard Tilley (1818-1896), pharmacien, homme politique et lieutenant-gouverneur, né à Gagetown ;
- George Ludlow Wetmore (1795-1821), avocat et fonctionnaire, né à Gagetown.

### Architecture et monuments
La maison de sir Samuel Leonard Tilley et le palais de justice du comté de Queens sont des sites historiques provinciaux.